# Анатолій (Гладкий)
Анато́лій (у миру Гладки́й Олексі́й Олексі́йович, нар. 28 липня 1957; Старокостянтинів, Хмельницька область) — єпископ, архієрей УПЦ МП, митрополит Поліський і Сарненський. Хіротонізований у єпископа 1993 року, з 1999 року очолює Сарненську єпархію УПЦ (МП). Тезоіменитство — 16 липня.

## Біографія
Народився 28 липня 1957 року в місті Старокостянтинів Хмельницької області. У 1975 році закінчив середню школу. З 1975 по 1977 рік проходив військову службу.
1979 року вступив до Ленінградської духовної семінарії, а 1982-го — до Ленінградської духовної академії. Захистив дисертацію на тему «Життя та діяльність проф. В. М. Бенешевича в історико-богословському осмисленні» та здобув звання кандидата богослов'я.

### Початок служіння
У 1982 році 14 лютого висвячений у сан диякона, 21 лютого — в сан священика. Священицьку хіротонію звершив митрополит Ленінградський і Новгородський Антоній (Мельников).
Рішенням Навчального комітету при Священному Синоді був відряджений на служіння до Київської єпархії. Призначений настоятелем Свято-Марії-Магдалинівського храму м. Біла Церква та благочинним Білоцерківського і Сквирського районів Київської області.
1988 року призначений настоятелем Свято-Михайлівського храму міста Обухова та благочинним Обухівського, Миронівського, Кагарлицького, Богуславського районів Київської області. Збудував новий храм з каплицею в місті Обухові.
1992 року пострижений у чернецтво в Києво-Печерській Лаврі і возведений у сан ігумена. З 1993 року — секретар Митрополита Київського і всієї України.

### Архієрейське служіння
28 жовтня 1993 року Блаженніший Митрополит Київський і всієї України Володимир звершив хіротонію архимандрита Анатолія в єпископа Рівненського і Острозького. Протягом двох років владика очолював Рівненську кафедру.
Призначений ректором Межирицького духовно-пастирського училища та Регентсько-катехізаторського духовного училища в м. Корці.
З 27 липня 1995 року призначений на Глухівську і Конотопську кафедру.
30 березня 1999 року рішенням синоду УПЦ МП була відкрита Сарненська єпархія на Поліссі, першим керуючим якої призначили єпископа Анатолія.
У день пам'яті рівноапостольного князя Володимира, 28 липня 2004 року, владику було возведено в сан архієпископа.
1997 року нагороджений орденом святого рівноапостольного князя Володимира ІІІ ступеня. 2001 — орденом «Різдво Христове — 2000» І ступеня.
Предстоятелем РПЦ Святійшим Патріархом Алексієм ІІ нагороджений орденом преподобного Сергія Радонезького ІІ ступеня.
Предстоятелем УПЦ Блаженнішим Митрополитом Володимиром нагороджений орденом святого князя Володимира ІІ ступеня.
2007 року Ужгородська українська богословська академія імені святих рівноапостольних Кирила та Мефодія присвоїла архієпископу Анатолію вчену ступінь доктора філософських наук і нагородила Хрестом доктора ІІ ступеня.
23 листопада 2013 року, владику було возведено в сан митрополита.

## Державні нагороди
- Орден князя Ярослава Мудрого V ст. (1 грудня 2018) — за значний особистий внесок у державне будівництво, соціально-економічний, науково-технічний, культурно-освітній розвиток Української держави, вагомі трудові досягнення, багаторічну сумлінну працю[2]
- Орден «За заслуги» II ст. (1 грудня 2011) — за значний особистий внесок у соціально-економічний, науково-технічний, культурно-освітній розвиток незалежної Української держави, вагомі трудові досягнення, багаторічну сумлінну працю[3]
- Орден «За заслуги» III ст. (2002)

## Погляди і праці

### Богословські праці
- Життя та діяльність проф. В. М. Бенешевича в історико-богословському осмисленні (кандидатська дисертація)

### Інтерв'ю
- Епископ Сарненський і Поліський АНАТОЛІЙ. «Треба повернути віру людей в життя!» (2002)[недоступне посилання з червня 2019]
- Єпископ Сарненський і Поліський Анатолій. «Протягом десяти років я змушений був постійно складати іспит» (2003)[недоступне посилання з червня 2019]
- Архієпископ Сарненський и Поліський Анатолій: «Налагодження співпраці влади і Церкви — першочергове завдання для Поліського регіону» (2007)
- Архиепископ Анатолий: «Ныне Церковь из состояния выживания перешла в состояние созидания» (2009)

### Звернення, промови, доповіді
- Слово архімандрита Анатолія (Гладкого) при нареченні його в єпископа Рівненського і Острозького (1993)

31 жовтня 2024 в числі 17 (із 53) правлячих і 14 (із 58) вікарних архієреїв УПЦ МП підписав заяву, в якій засудив анексію Російською Православною церквою Донецької єпархії, зняття її керівника митрополита Іларіона і заміни на росіянина, уродженця Рязанської області Росії, архієрея з Далекого Сходу.